# Boccioleto
Boccioleto é uma comuna italiana da região do Piemonte, província de Vercelli, com cerca de 277 habitantes. Estende-se por uma área de 33 km², tendo uma densidade populacional de 8 hab/km². Faz fronteira com Balmuccia, Campertogno, Mollia, Rima San Giuseppe, Rimasco, Rossa, Scopa, Scopello.

## Demografia
| Variação demográfica do município entre 1861 e 2011                               |
|                                                                                   |
| Fonte: Istituto Nazionale di Statistica (ISTAT) - Elaboração gráfica da Wikipedia |